# Ворвік Девіс
Во́рвік Е́шлі Де́віс (нар. 3 лютого 1970) — англійський актор, телеведучий, письменник, режисер, комік і продюсер. Він грав чарівника-початківця Віллоу і Лепрекона з однойменних серій фільмів, евока Вікет Воррік у «Зоряних війнах: Повернення джедая», професора Філіуса Флітвіка і гоблінів у серії фільмів «Гаррі Поттер». Девіс також знявся в ролі самого себе в комедії «Життя закоротке», створеного сценаристами і режисерами Ріккі Джервейсом і Стівеном Мерчантом.
Він презентував на каналі ITV гру «Квадрати знаменитості» (2014—2015) та «Надійний» (2016 — нині).

## Дитинство
Девіс народився в Епсомі, Суррей, у родині Сьюзен і Ешлі Девіса, страхового брокера. У Девіса є молодша сестра. Він здобув освіту в школі Чінтурст, а пізніше — у Лондонській міській школі Фрімена. Девіс народився зі спондилоепіфізарною дисплазією, надзвичайно рідкісною формою карликовості. Коли Девісу виповнилося 11 років, його бабуся почула рекламу по радіо, яка закликала людей, які були нижчі 4 фути (1,2 м), взяти участь у кастингу «Зоряних війн: Повернення джедая». Для Девіса, який був шанувальником фільму «Зоряні війни», це була мрія. Під час знімань «Повернення Джедая», Марк Гемілл придбав Девісові фігурки персонажів «Зоряних війн», яких він ще не мав.

## Кар'єра

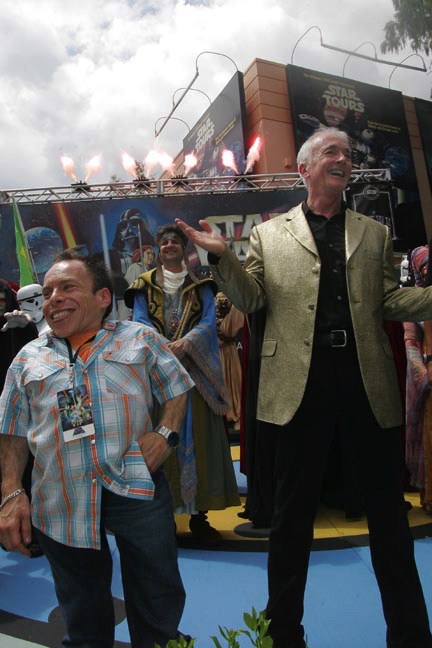
Девіс із колегою «Зоряних війн» актором Ентоні Деніелс (С-3РО) 2010 року

Девіс спочатку мав епізодичну роль евока, але коли Кенні Бейкер, який спочатку збирався бути Вікета, захворів, Джордж Лукас вибрав Девіса, щоб той став новим Вікетом, побачивши, як він проводив себе як евок.
Девіс відпрацьовував свої рухи евока, спостерігаючи за собакою, який нахиляв голову з боку в бік, коли бачив щось дивне. У процесі виробництва на плівці, Девіс був предметом короткого псевдодокументального фільму про свій досвід як евока під назвою «Повернення евока», зробленого першим помічником режисера «Повернення Джедая», Девідом Томбліном. Невипущений фільм був вигаданим поглядом на його рішення стати актором і грати у фільмі, і його перетворення на евока Вікета. Девіс повторив свою роль Вікета для проєктів Американської телерадіомовної компанії «Ей-Бі-Сі» у телевізійних фільмах «Караван мужності: Пригоди евоків» та «Евоки: Битва за Ендор».
У 1987 році Девіса покликали до студії «Elstree» поблизу Лондона, щоб зустрітися з Роном Говардом і Джорджем Лукасом. Вони хотіли обговорити новий фільм під назвою «Віллоу», який був написаний спеціально під Девіса. Це була перша картина, у якій він знявся в головній ролі. Він знявся з Велом Кілмером у цій стрічці, прем'єра якої відбулася для королівської родини — принца і принцеси Уельських. Потім він перейшов на телебачення, знявся у багатьох проєктах Телебачення BBC, найвідомішим з яких був телесеріал «Хроніки Нарнії», зокрема в «Принці Каспіані», «Подорожі Досвітнього мандрівника» в ролі Рипічипа і «Срібному кріслі» в ролі Сяйнокрила і в епізод «Зорро», знятому в Мадриді. 1993 року він зіграв злого ірландського гнома у фільмі «Лепрекон», разом із Дженніфер Еністон, цю роль він зіграв у п'яти частинах однойменного фільму. Він повернувся у світ «Зоряних війн», зігравши три ролі: «Зоряні війни: Прихована загроза» — Вейзла, гравця, що сидить поруч з Ватто на Подрасі; Вальда, який був другом Родана Енакіна; та Йоду в деяких сценах, де Йода рухався.
Девіс зіграв роль професора Філіуса Флитвіка у фільмах про «Гаррі Поттера». У перших двох фільмах Девіс зіграв біловусого Флитвіка, а потім — чорношкірого неназваного диригента для третього випуску серії. У четвертому фільмі Флитвік виглядає молодше, з короткими, каштановими волоссям і підстриженими вусами. На додачу до ролі Флитвіка, Девіс зіграв роль гобліна Ґрипхука у фільмі «Гаррі Поттер і Смертельні реліквії: Частина 1», попри те, що цю роль раніше виконував актор-карлик Верн Троєр.
2004 року Девіс зіграв персонажа «Тарілки» в інді-фільмі «Skinned Deep», режисером якого став художник спецефектів Габріель Барталос. 2006 року Девіс з'явився поруч із зіркою «Гаррі Поттера» Деніелем Редкліффом в епізоді комедійного телесеріалу BBC «Масовка» як сатирична версія самого себе. Девіс знявся в кіноверсії «Автостопом по галактиці» в ролі Марвіна-робота (дублював Алан Рікман). У грудні 2006 року Девіс знявся в пантомімі «Білосніжка і семеро гномів» в Оперному театрі у Манчестері, і знову у 2007-08 роках в новому Вімблдонському театрі.
Девіс з'явився в «Хроніках Нарнії: Принц Каспіан», в якому грав чорного гнома Нікабрика, маючи попередній досвід роботи у телевізійній версії саги «Хроніки Нарнії». У 2007 році він також з'явився у серії  «Діти, які потребують допомоги» реаліті-шоу Celebrity Scissorhands. Девіс знявся як вигадана версія самого себе в серіалі «Життя таке коротке», написаному Ріккі Джервейсом і Стівеном Мерчантом, які також знялися. У грудні 2012 року Девіс повернувся до нового Вімблдонського театру, щоб повторити свою роль у «Білосніжці та семи гномах».
У березні 2013 року Девіс представив епізод серії «Перспективи» телемережі ITV: Ворвік Девіс — Сім гномів Освенцима, в якому досліджував історію родини Овіц, гастролюючої музичної трупи, в яку входили сім гномів, що пережили в нацистському концтаборі Аушвіц досліди Йозефа Менгеле .
Наприкінці 2013 року Девіс з'явився протягом одного місяця в ролі Петсі в музичній комедії «Spamalot», заснованій на фільмі «Монті Пайтон і Священний Грааль» в Лондоні. Водночас Девіс провів пресконференцію, щоб оголосити про возз'єднання Monty Python.
2014 року Девіс організував фактичну серію для ITV під назвою «Weekend Escapes з Warwick Davis». Шоу показувало, як Девіс та його родина мандрують навколо Британії, полюбляючи короткі вихідні, перерви. Шоу розпочало другий сезон навесні 2015 року. З 2014 до 2015 року він розмістив відроджену версію ігрового шоу «Celebrity Squares» на ITV. Перший сезон розпочався 2014 року, а другий — 2015.
Девіс з'явився у продовженні фільму «Зоряні війни: Пробудження Сили» 2015 року. У липні 2015 року він став голосом ховраха Гордона у проекті, розробленому для BBC Taster.
У листопаді 2016 року Девіс почав представляти денне шоу ITV «Tenable». Шоу повернеться на три наступні сезони 2017 і 2018 року.
У квітні 2017 року на святкуванні «Зоряних війн» в Орландо було оголошено, що Девіс гратиме особистого охоронця Гранд-адмірала Трауна Руха в четвертому сезоні «Зоряні війни: Повстанці». У грудні 2017 року Девіс з'явився в ролі Водібіна, іншопланетного гравця, в «Зоряні війни: Останні джедаї».
Девіс з'явився у фільмі «Соло. Зоряні Війни. Історія», випущеному у травні 2018 року, возз'єднавшись зі своїм режисером «Віллоу» Роном Говардом. Це був восьмий сезон Девіса у серії фільмів «Зоряні війни».

### Інші проєкти
На додачу до своєї акторської кар'єри, 1995 року Девіс став співзасновником спільно з карликовим актором і тестем Пітером Берроузом, агентства талантів Willow Management, яке спеціалізується на представництві акторів до п'яти футів. Багато друзів-зірок Девіса і колеги-карлики з «Зоряні війни», «Віллоу», «Лабіринт» і «Гаррі Поттер» представлені агентством. 2004 року агентство також почало представляти акторів понад 7 футів (2,1 м) заввишки, які постраждали від обмежених «закулісних» ролей. Більше сорока осіб завдяки Willow Management знайшли ролі гоблінів у фільмі «Гаррі Поттер і Смертельні реліквії: Частина 2».
У квітні 2010 року Девіс опублікував свою автобіографію «Розмір не має значення: надзвичайне життя і кар'єра Ворвіка Девіса», з передмовою Джорджа Лукаса.
У січні 2013 року він з'явився в проекті «Великий пекарський турнір» у стилі коміксів, завоювавши титул «Зірковий пекар коміксів».
Девіс є засновником театральної компанії Reduced Height, яка випускає театральні постановки, виконані виключно акторами-карликами та використовуючи зменшену висоту. Їхнє перше виробництво — «See How They Run», турне Великою Британією 2014 року. У лютому 2015 року випуск був предметом «Великої ночі» BBC «Warwick Davis» у рамках документальної серії «Сучасні часи».
У червні 2016 року він вийшов у відставку на програмі BBC Radio 4 «Disc Desert Island».
Девіс випустив новий оригінальний мюзикл «Євгеній!» Бен Адамс і Кріс Вілкінс, які відбулися як концертний виступ 29 червня 2016 року в лондонському Palladium (Девіс також знявся в ролі Evil Lord Гектора), після чого 2018 року в The Other Palace відбулися постійні постановки.
Бі-бі-сі передають епізод «Хто ви думаєте?» генеалогічні програми на Warwick Davis в лютому 2017 року. У цьому епізоді Девіс дізнався, що в його родовому дереві у нього був предок, який був одружений з двома жінками одночасно, інший, який помер у притулку від сифілісу, а інший, який виступав у ролі менестреля в чорному.

## Особисте життя
На відміну від більшості карликів (70,65 %), які мають стан, що називається ахондроплазією, карликовість Девіса викликана надзвичайно рідкісним генетичним станом – вродженою спондилоепіфізарною дисплазією (SED). Він сказав, що єдиним реальним недоліком його розмірів є пов'язані зі здоров'ям проблеми. З приводу своєї власної карликовості, Девіс сказав: «Коли ви стаєте старше, стає гірше… Ваші суглоби, для початку. Мої стегна вивихнуті назовні. Дуже болять коліна. У мене було хірургічне втручання на ногах, коли я був дуже молодий. Є ризик відшарування сітківки, але зараз я знаю ознаки».
Дружина Девіса Саманта мала ахондроплазію, а двоє їхніх дітей також мають SED. Їхня дочка Аннабель Девіс – акторка(Саша Беллман в «The Dumping Ground»). Внаслідок різних причин карликовості перші двоє дітей, сини Ллойд і Джордж, померли незабаром після народження, маючи фатальне поєднання ознак. Саманта була дочкою бізнес-партнера Девіса Пітера Берроуза і сестрою актриси Хейлі Берроуз. Девіс зустрівся з сім'єю Берроуз під час знімань «Віллоу», де Саманта мала незначну роль у селі Нелвін.
Девіс є співзасновником благодійної організації «Маленька особа Великої Британії», яка надає підтримку людям з карликовістю та їхнім родинам.
18 квітня 2024 року Девіс сказав, що смерть його дружини «залишила величезну діру в нашому сімейному житті».

## Фільмографія
| Рік       |    | Українська назва                              | Оригінальна назва                             | Роль                                            |
| --------- | -- | --------------------------------------------- | --------------------------------------------- | ----------------------------------------------- |
| 1983      | ф  | Зоряні війни: Повернення джедая               | Star Wars Episode VI: Return of the Jedi      | Вікет Воррік                                    |
| 1984      | тф | Караван мужності: Пригоди евоків              | Caravan of Courage: An Ewok Adventure         | Вікет Воррік                                    |
| 1985      | тф | Евоки: Битва за Ендор                         | Ewoks: The Battle for Endor                   | Вікет Воррік                                    |
| 1986      | ф  | Лабіринт                                      | Labyrinth                                     | гоблін-командувач                               |
| 1988      | ф  | Віллоу                                        | Willow                                        | Віллоу Уфгуд                                    |
| 1991      | с  |                                               | Zorro                                         | Дон Альф онсо (Епізод: "The Jewelled Sword")    |
| 1993      | ф  | Лепрекон                                      | Leprechaun                                    | Лепрекон                                        |
| 1994      | ф  | Лепрекон 2: Повернення додому                 | Leprechaun 2                                  | Лепрекон                                        |
| 1995      | ф  | Лепрекон 3: Пригоди у Лас-Вегасі              | Leprechaun 3                                  | Лепрекон                                        |
| 1996      | с  | Мандри Гуллівера                              | Gulliver's Travels                            | Грілдріг (Епізод: "1.1")                        |
| 1997      | ф  | Лепрекон 4: У космосі                         | Leprechaun 4: In Space                        | Лепрекон                                        |
| 1997      | ф  | Принц Веліант                                 | Prince Valiant                                | Пешеет                                          |
| 1999      | ф  | Зоряні війни: Прихована загроза               | Star Wars Episode VI: Return of the Jedi      | Візел                                           |
| 2000      | с  | Десяте королівство                            | The 10th Kingdom                              | Жолудь (5 епізодів)                             |
| 2000      | ф  | Лепрекон 5: Сусід                             | Leprechaun: In the Hood                       | Лепрекон                                        |
| 2001      | ф  |                                               | Snow White: The Fairest of Them All           | Субота                                          |
| 2001      | ф  | Гаррі Поттер і філософський камінь            | Harry Potter and the Philosopher's Stone      | Філіус Флітвік                                  |
| 2002      | ф  | Гаррі Поттер і таємна кімната                 | Harry Potter and the Chamber of Secrets       | Філіус Флітвік                                  |
| 2003      | ф  | Лепрекон 6: Додому                            | Leprechaun: Back 2 tha Hood                   | Лепрекон                                        |
| 2004      | ф  | Рей                                           | Ray                                           | Оберон                                          |
| 2004      | ф  | Гаррі Поттер і в'язень Азкабану               | Harry Potter and Prisoner of Azkaban          | Філіус Флітвік                                  |
| 2004      | ф  |                                               | Skinned Deep                                  | Плейтс                                          |
| 2005      | с  | Масовка                                       | Extras                                        | камео (Епізод: "Daniel Radcliffe")              |
| 2005      | ф  | Автостопом по галактиці                       | The Hitchhiker's Guide to the Galaxy          | робот Марвін                                    |
| 2005      | ф  | Гаррі Поттер і келих вогню                    | Harry Potter and the Goblet of Fire           | Філіус Флітвік                                  |
| 2007      | ф  | Гаррі Поттер та Орден Фенікса                 | Harry Potter and the Order of the Phoenix     | Філіус Флітвік                                  |
| 2008      | ф  | Хроніки Нарнії: Принц Каспіан                 | The Chronicles of Narnia: Prince Caspian      | Нікабрік                                        |
| 2009      | ф  | Гаррі Поттер і Напівкровний Принц             | Harry Potter and the Half-Blood Prince        | Філіус Флітвік                                  |
| 2010      | с  | Пригоди Мерліна                               | Merlin                                        | Греттір (Епізод: "The Eye of the Phoenix")      |
| 2010      | ф  | Гаррі Поттер і Смертельні реліквії: Частина 1 | Harry Potter and the Deathly Hallows – Part 1 | Крюкохват                                       |
| 2011      | ф  | Гаррі Поттер і Смертельні реліквії: Частина 2 | Harry Potter and the Deathly Hallows – Part 2 | Філіус Флітвік                                  |
| 2011      | с  |                                               | Life's Too Short                              | у ролі самого себе (8 епізодів)                 |
| 2012      | с  | Ідіот за кордоном                             | An Idiot Abroad                               | у ролі самого себе (5 епізодів)                 |
| 2013      | с  | Доктор Хто                                    | Doctor Who                                    | Поррідж / Люденс (Епізод: "Nightmare In Silve") |
| 2013      | ф  | Джек — вбивця велетнів                        | Jack the Giant Slayer                         | Старий Хемм                                     |
| 2014      | ф  |                                               | Get Santa                                     | Саллі                                           |
| 2015      | ф  | Зоряні війни: Пробудження Сили                | Star Wars: The Force Awakens                  | Волліван                                        |
| 2016      | ф  | Бунтар Один. Зоряні Війни. Історія            | Star Wars: The Force Awakens                  | Weeteef Cyubee                                  |
| 2017—2018 | мс | Зоряні війни: Повстанці                       | Star Wars Rebels                              | Рукх (6 епізодів)                               |
| 2018      | ф  | Соло. Зоряні Війни. Історія                   | Solo: A Star Wars Story                       | Візел                                           |
| 2019      | ф  | Чаклунка: Повелителька темряви                | Maleficent: Mistress of Evil                  | Лизоблюд                                        |
| 2019      | ф  | Зоряні війни: Скайвокер. Сходження            | Star Wars: The Rise of Skywalker              | Віккет Воррік                                   |
| 2019—2022 | мс |                                               | Moominvalley                                  | Сніфф (39 епізодів)                             |
| 2022—2023 | с  | Віллоу                                        | Willow                                        | Віллоу Уфгуд (8 епізодів)                       |